# Croix de Sandbach
Les croix de Sandbach sont deux hautes croix du IXe siècle dressées sur la place du marché de la ville britannique de Sandbach, en Angleterre. Elles sont sous la gestion de l’English Heritage, et ont été classées grade I et protégées (scheduled monument) en raison de leur taille inhabituelle et de la finesse des motifs anglo-saxons.
Les « croix », typiques de l'art insulaire, érigées sur une estrade de pierre, sont aujourd’hui deux colonnes, leurs têtes ayant été perdues. La croix Sud est la plus petite ; sa tête serait issue d’une autre croix. Les deux présentent des figures de vigne, d’animaux, et des entrelacs celtiques sculptés ; la plus grande possède des faces[évasif] représentant des scènes bibliques,.

## Historique
L’étude la plus récente situe les croix dans la première moitié du IXe siècle, la plus petite plutôt vers milieu du siècle; elles auraient été sculptées par le même artiste. Des théories plus anciennes, aujourd’hui dépassées, proposaient qu’elles aient été érigées pour commémorer la conversion au christianisme de Peada de Mercie, autour de 653,; d’autres la situaient déjà au IXe siècle,.
L’emplacement originel des croix est inconnu, et l’on suppose qu’elles ont été amenées à Sandbach au Moyen Âge. Le plus ancien document y faisant référence date de 1585,, montrant qu’elles étaient déjà dressées sur la place. Elles sont renversées soit durant la Réforme protestante, soit durant la Première Révolution anglaise, et les morceaux disséminés sur un large territoire : Sir John Crewe les déplace au XVIIe siècle à Utkinton, puis après sa mort elles sont déplacées au manoir d’Oulton Estate (en) puis à Tarporley.
Au début du XIXe siècle, sous la direction de George Ormerod (en), un historien spécialiste du Cheshire, les morceaux éparpillés sont récupérés et réassemblés, puis les croix à nouveau dressées en 1816.